# Gregorio Luperón

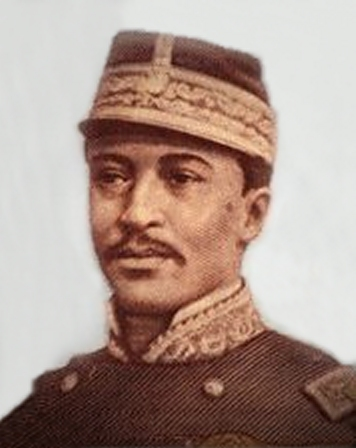
Gregorio Luperón

Gregorio Luperón (* 8. September 1839 in Puerto Plata; † 21. Mai 1897) war ein dominikanischer Militär und Staatsführer. Er war der 20. Präsident des Staates. 
Luperón schlug eine militärische Karriere ein und war im Restaurationskrieg von 1863 bis 1865 General. Ulises Francisco Espaillat schlug ihm bereits 1876 vor, als Präsident zu kandidieren, was Luperón aber zunächst ablehnte. Vom 6. Oktober 1879 bis zum 1. September 1880 war er schließlich Interimspräsident. Unter seinem Nachfolger Fernando Arturo de Meriño wurde er schließlich Diplomat in Frankreich.
Der Flughafen Puerto Plata (Aeropuerto Gregorio Luperón) und die Gregorio Luperón High School for Math & Science in New York sind nach ihm benannt. 